# Il romanzo di Excalibur
Il romanzo di Excalibur (titolo originale The Warlord Chronicles) è una serie di romanzi storici scritti da Bernard Cornwell. La serie è una ri-narrazione del ciclo arturiano che presenta il mito di re Artù in una versione storicamente plausibile: la vicenda si svolge nell'età oscura della Britannia, durante le guerre fra Celti e Sassoni e la diffusione del cattolicesimo a scapito del druidismo, espungendo gli elementi favolosi e anacronistici delle leggende medievali.
Nell'edizione originale il ciclo si compone di tre romanzi, ma nell'edizione in lingua italiana  sono stati scissi in cinque parti, divenendo una pentalogia.
1. 1995 - Il re d'inverno (Parte iniziale e centrale di The Winter King), Mondadori, 1998 (ISBN 8804448261)
2. 1996 - Il cuore di Derfel (Parte finale di The Winter King e parte iniziale di Enemy of God), Mondadori, 1998 (ISBN 8804452471)
3. 1996 - La torre in fiamme (Parte centrale di Enemy of God), Mondadori, 1998 (ISBN 8804452463)
4. 1997 - Il tradimento (Parte finale di Enemy of God e parte iniziale di Excalibur), Mondadori,1998 (ISBN 8804452455)
5. 1997 - La spada perduta (Parte centrale e finale di Excalibur), Mondadori, 1998 (ISBN 8804452447)

Successivamente, nel 2024 Longanesi ha ristampato la serie in una nuova edizione integrale, rispecchiando la divisione in tre libri originale.
1. 2024 - Il re d’inverno (The Winter King), Longanesi (ISBN  9788830461451)
2. 2025 - Il condottiero di Camelot (Enemy of God), Longanesi (ISBN  9788830462809)

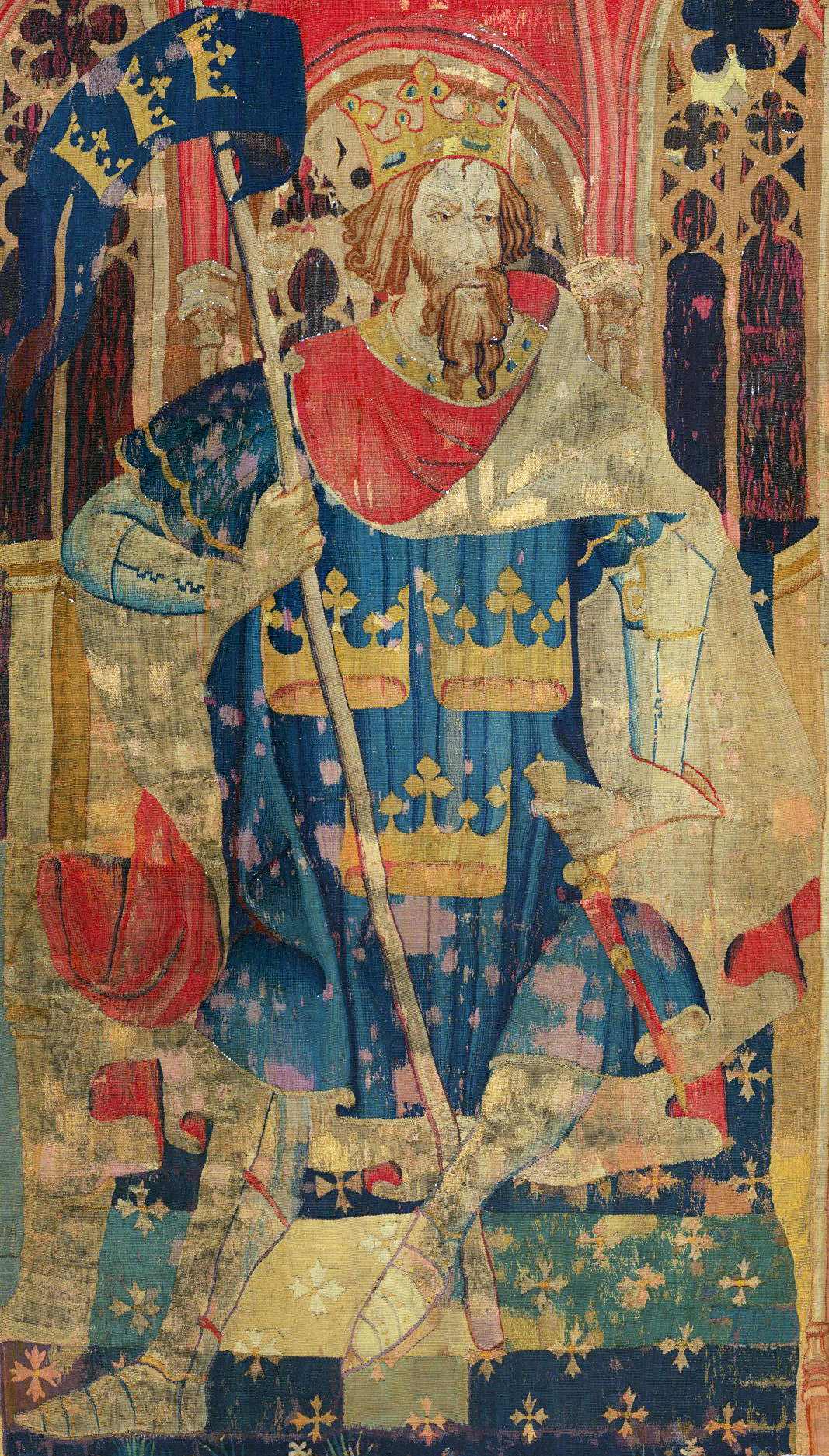
Re Artù

## Trama
Derfel crebbe insieme a Merlino nella sua comunità nella Torre dell'Isola di Cristallo (Glastonbury) dove divenne amico di Nimue, un'altra bambina con il favore degli dei. Egli fu presente alla rocca di Cadarn per la nascita di Mordred e partecipò all'incontro di Glevum dove furono scelti i protettori di Mordred. Dopo la morte di Uther Pendragon l'Isola di Cristallo fu attaccata da Gundleus, e Derfel scappò con Nimue, prendendo con sé la spada del suo defunto maestro Hywelbane. Sulla strada per la Rocca di Cadarn Derfel uccise il suo primo nemico che aveva assaltato il convoglio e in seguito proprio davanti alla Rocca fece il suo primo incontro con Artù.
Derfel fece le sue prime esperienze militari tra i soldati di Owain e partecipò ad un raid nel Kernow durante il quale, per ottenere ricchezze personali, Owain ordina la strage di un villaggio di innocenti e per questo verrà sifdato a duello e ucciso da Artù. Derfel divenne un uomo di Artù e dopo qualche anno uno dei signori della guerra di Artù acquisendo il soprannome di Cadarn che significa "possente". Derfel portò i suoi soldati in Bretagna su richiesta di Artù per aiutare re Ban a difendere la rocca di Trebes contro i Franchi. Qui incontrò Lancillotto e Galahad, e ritrovò Merlino. Quando la città fu presa dai Franchi tornò in Dumnonia insieme a Galahad con la barca di Merlino.
Il romanzo comincia nel punto in cui era terminato "Il re d'inverno":
Al ritorno in Dumnonia, Derfel va in cerca di Nimue che, impazzita, si trovava sull'isola dei morti, luogo dove i pazzi sono esiliati. Dopo il ritrovamento di Nimue partecipò alla disperata battaglia della valle di Lugg che frappose i pochi guerrieri di Artù contro il regno del Powys. Dopo la vittoria in una memorabile battaglia, la principessa Ceinwyn del Powys che era stata promessa in sposa a Lancillotto, con una decisione a sorpresa scelse, invece, Derfel come suo compagno, fuggendo con lui. Merlino li condusse alla ricerca del magico calderone e dei mitici tredici tesori della Britannia.
Al loro ritorno in Britannia, Merlino e i suoi accompagnatori apprendono che la torre del mago è stata distrutta, e i Tesori della Britannia sono andati perduti. Nel frattempo Artù ha sconfitto Aelle e ha accettato la pace concordata da Lancillotto con l'altro sovrano sassone Cerdic. Può quindi dedicarsi per vari anni allo sviluppo pacifico della Britannia, fino all'avvento al trono del giovane Mordred. Invitando i cavalieri a giurarsi fratellanza intorno alla tavola rotonda, Artù vuole consolidare pace e prosperità tra i Britanni. Ma tra loro Lancillotto trama nell'ombra per assicurarsi un illecito diritto al trono. Il momento sembra propizio, perché il giovane sovrano Mordred ha affidato la reggenza ad Artù, che è invece impegnato in un grave caso diplomatico: il principe Tristano, figlio dell'alleato re Mark, è fuggito con la sua matrigna quindicenne Isotta, e chiede asilo in Britannia, trascinandosi dietro un destino di amore e di morte. Ma il primo atto di Mordred, che nel frattempo si è ripreso la reggenza del regno, è quello di preparare un'imboscata a Derfel ed Artù, che giunti nel regno di Powys vengono assaliti da un gruppo di cristiani e a fatica riescono ad averne ragione. Durante il viaggio di ritorno, Derfel apprende dalla vecchia madre di essere figlio di Aelle e che, secondo un'antica profezia, sarà lui a uccidere suo padre. Durante l'assenza di Artù e Derfel dalla Dumnonia, si sparge la voce che Mordred sia stato assassinato, e Lancillotto abbia approfittato del momento per impadronirsi del trono. Avvertito dalla sorella di Artù, la sacerdotessa Morgana, Derfel riesce a portare in salvo Ceinwyn e Merlino, ma non a impedire la morte di sua figlia Dian…
Il tradimento contiene la parte finale di "Enemy of God" e la parte iniziale di "Excalibur". Si scopre che in realtà Mordred non è morto e che è stato artefice di loschi complotti. I capi di Britannia decidono quindi di togliergli il governo del paese affidandolo ad Artù. Costui manda Derfel a liberare Ginevra, ritenuta ostaggio di Lancillotto, ma la donna si è in realtà alleata all'usurpatore, al quale pensa di portare aiuto grazie ai poteri dei Tesori della Britannia, dei quali si è impadronita. Artù si sente un uomo finito e, anche se trova la forza di ripudiare la moglie in nome dell'onore e di imprigionarla nell'Isola di Cristallo, non è in grado di fermare l'imminente offensiva dei sassoni. Perciò Merlino, tornato in possesso dei Tesori, prepara un rito propiziatorio nel corso del quale Nimue tenta di sacrificare agli dei i figli di Mordred e Artù. I due riescono a impedirlo, guadagnandosi l'odio eterno della sacerdotessa. Artù, ripudiata Ginevra, sposa la principessa irlandese Argante. Intanto sono riprese le ostilità con i sassoni. Derfel, in viaggio con le truppe e con Ginevra, viene accerchiato dai nemici in un'antica fortezza, il Monte Baddon…
La spada perduta contiene la parte centrale e finale di "Excalibur". Su una spiaggia battuta dal vento Artù assiste incredulo al crollo di tutto ciò che in tanti anni di valorose imprese ha faticosamente realizzato: ancora una volta i sassoni e i cristiani, guidati dal perfido vescovo Samsun, sono pronti a combattere. E questa volta il re non potrà chiedere aiuto agli dei con gli incantesimi, perché Merlino giace prigioniero in una grotta, vittima della scellerata sacerdotessa Nimue, che lo ha accecato condannandolo a morire. Per Artù sembra proprio arrivato il momento di ritirarsi a vita privata, lontano dai nemici e vicino a Ginevra, suo ritrovato amore. Insieme aspetteranno che il loro amato figlio Gwydre succeda al giovane e arrogante Mordred, incapace di regnare. Ma il destino chiederà ancora sacrifici al valoroso cavaliere, per salvare ancora una volta la Britannia e per non cedere il potere della sua spada magica.

## Personaggi principali
- Derfel Cadarn
- Nimue
- Merlino
- Artù

### Caratterizzazione
La caratterizzazione dei personaggi si discosta di molto dalla consueta visione degli eroi arturiani.
Nello stesso Artù convivono l'irruenza del guerriero con la semplicità di un uomo mite che desidera solo pace e tranquillità.
Per gli amanti della serie è particolarmente memorabile il ritratto di Merlino, reso da Cornwell come un druido invasato, malizioso, libidinoso e irriverente, alla perenne e folle ricerca di antichi cimeli dalle presunte proprietà magiche.
- L'ultima volta che l'ho vista - risposi amaro - era stata appena violentata e aveva perduto un occhio.
- Cose che accadono - disse distrattamente Merlino.»
Da non trascurare anche la nuova luce sotto la quale viene a trovarsi l'eroe arturiano più famoso: Lancillotto. È un principe in fuga dal Benoic, un personaggio vanesio, manovratore e decisamente negativo, un codardo e un traditore. Cornwell spiega la fama del cavaliere come il risultato della corruzione di poeti e menestrelli da parte dello stesso Lancillotto.

## Opere derivate
Nel 2020 Epix ha annunciato che un adattamento televisivo live-action della serie, intitolato The Winter King, era in fase di sviluppo con One Big Picture e Bad Wolf. Il 4 aprile 2022 Bad Wolf annuncia che Kate Brooke e Ed Whitmore sarebbero stati gli showrunner della serie e che le riprese sarebbero iniziate nel 2022.
Il 29 novembre 2022 viene annunciato il cast con Iain De Caestecker che interpreta Artù e Stuart Campell Derfel Cadarn. La serie ha debuttato su MGM+ il 20 agosto 2023.